# Katharine Susannah Prichard
Katharine Susannah Prichard (Levuka, 4 december 1883 - Greenmout, 2 oktober 1969) was een Australische schrijfster en mede-oprichter van de Communistische Partij van Australië.

## Biografie
Prichard werd geboren in Levuka, Fiji in 1883 als dochter van Australische ouders. Ze bracht haar jeugd door in Launceston (Tasmanië) en verhuisde vervolgens naar Melbourne, waar ze een studiebeurs behaalde voor het South Melbourne College. Haar vader, Tom Prichard, was redacteur van de krant The Melbourne Sun. 
Prichard was gouvernante en journaliste in Victoria en reisde vervolgens in 1908 naar Engeland. Haar eerste roman The Pioneers, gepubliceerd in 1915, won de Hodder & Stoughton All Empire Literature Prize.
Na haar terugkeer in Australië werd in 1916 de roman Windlestraws gepubliceerd, gevolgd door haar eerste roman over een mijngemeenschap, Black Opal' in 1921.
Prichard verhuisde in 1920 met haar man, oorlogsheld Hugo "Jim" Throssell, naar Greenmount, West-Australië en woonde een groot deel van haar leven op Old York Road 11. Ze schreef de meeste van haar romans en verhalen in een op zichzelf staande werkkamer in de buurt van het huis. In haar persoonlijke leven noemde ze zichzelf altijd mevrouw Hugo Throssell. Haar vrienden noemden haar Kattie. Ze kregen een zoon, Ric Throssell, later een diplomaat en schrijver.
Prichard was een van de oprichters van de Communistische Partij van Australië in 1921 en bleef de rest van haar leven lid. Ze zette zich in voor de organisatie van werkloze arbeiders en richtte linkse vrouwengroepen op. Ze voerde in de jaren 1930 campagne ter ondersteuning van de Spaanse Republiek en andere linkse doelen. Hoewel ze regelmatig ruzie had met andere communistische schrijvers zoals Frank Hardy en Judah Waten over de juiste toepassing van de leer van het socialistisch realisme op Australische fictie, bleef ze de Sovjet-Unie en haar culturele beleid steunen toen veel andere intellectuelen, zoals Eric Lambert en Stephen Murray-Smith, de partij verlieten in de jaren 1950. Door haar publieke positie als communist en schrijfster werd ze haar hele leven lastiggevallen door de West-Australische politie en de federale overheid. De officiële bewakingsdossiers die in 1919 op Prichard werden geopend, werden pas gesloten na haar dood in 1969.
Prichards toewijding aan haar politiek en haar positie als vrouw in de publieke sfeer zorgden er ook voor dat ze sociaal geïsoleerd raakte door de conservatieve sociale groepen die Perth in deze periode domineerden. Ze was het onderwerp van voortdurende geruchten en frequente anonieme tips aan de West-Australische politie over communistische activiteiten. Ze maakte ook deel uit van een nieuwe gemeenschap van vrijdenkende publieke intellectuelen die onder andere de noties van aanvaardbare seksualiteit uitdaagden.
Haar twee belangrijkste romans, die haar nationale en internationale bekendheid zouden geven, geschreven in West-Australië in de eerste jaren van haar huwelijk, waren Working Bullocks (1926), waarin de fysieke en emotionele trauma's van houtarbeiders in het Karri-land in het zuidwesten van Australië worden beschreven, en Coonardoo (1929), een roman die berucht werd vanwege zijn openhartige weergave van de relaties tussen blanke mannen en Australische Aboriginal-vrouwen in het noordwesten.
Het uiterste noordwesten van Australië vormde de inspiratie en het decor voor haar gedurfde toneelstuk Brumby Innes. De meeste korte verhalen in de eerste van haar vier collecties, Kiss on the Lips (1932), kwamen ook uit de jaren 1920, haar decennium van grote creatieve activiteit. Gedurende deze tijd schreef ze haar meest avontuurlijke romans, verhalen en toneelstukken.
Terwijl ze in 1933 de Sovjet-Unie bezocht, pleegde haar man Jim Throssell zelfmoord toen zijn bedrijf failliet ging tijdens de Grote Depressie.
In 1934 bracht haar lidmaatschap van de Communistische Partij van Australië en de Movement Against War and Fascism (MAWF) haar ertoe het welkomstcomité van Egon Erwin Kisch te leiden, dat snel veranderde in een comité om Kisch te verdedigen tegen uitsluiting uit Australië.
De roman Intimate Strangers (1937) was een keerpunt in haar leven. Haar uitgebreide werk The Goldfields Trilogy met The Roaring Nineties (1946), Golden Miles (1948) en Winged Seeds (1950) is een opmerkelijke reconstructie van sociale en persoonlijke geschiedenissen in de goudvelden van West-Australië vanaf de jaren 1890 tot 1946.
Haar autobiografie Subtle Flame, die een paar jaar voor haar dood werd gepubliceerd, toonde de complexe erfenis die ze achterliet. Prichard stierf in haar huis in Greenmount in 1969. Haar as werd verstrooid op de omliggende heuvels.
Haar zoon Ric Throssell pleegde zelfmoord toen zijn vrouw Dodie in 1999 stierf. Hij had jarenlang gevochten om zijn naam te zuiveren, nadat hij werd beschuldigd van het doorgeven van geheime informatie aan zijn moeder of actief spioneren voor de Sovjet-Unie. Zijn boek uit 1989 dat dit behandelt, heette My Father's Son.

### Romans
- The Pioneers (1915) (verfilmd in 1916 door Franklyn Barrett en in 1926 door Raymond Longford)
- Windlestraws (1916)
- Black Opal (1921)[1]
- Working Bullocks (1926)[2]
- The Wild Oats of Han (1928)
- Coonardoo (1929)[3]
- Haxby's Circus (1930)
- Intimate Strangers (1939) (de basis van de gelijknamige miniserie uit 1981)
- Moon of Desire (1941)
- The Roaring Nineties (1946)
- Golden Miles (1948)
- Winged Seeds (1950)
- Subtle Flame (1967)

### Collectie korte verhalen
- Kiss on the Lips and Other Stories (1932)
- Potch and Colour (1944)
- N'Goola and other Stories (1959)
- Tribute : Selected Stories of Katherine Susannah Prichard (1988) bewerkt door Ric Throssell

### Toneelstukken
- Brumby Innes (1929)[4]
  - de basis van Brumby Innes, een televisiefilm uit 1973
  - Bid Me to Love (1929)

### Reportage
- The Real Russia (1934)

### Poëzie
- Clovelly Verses (1913)[5]
- The Earth Lover and Other Verses (1932)[6]

### Autobiografie
- Child of the hurricane (1964)[7]

### Selectie van verzamelde werken
- On Strenuous wings (1965)[8]

## Nalatenschap
- Het huis waar Prichard het grootste deel van haar leven woonde, is nu het Katharine Susannah Prichard Writers 'Center geworden, een stichting die humanitarisme promoot, de studie van Katharine Susannah Prichard en het schrijven in West-Australië aanmoedigt.
- Het filiaal van de openbare bibliotheek Shire of Mundaring in Greenmount is ook naar haar vernoemd.
- De Australische film Shine uit 1996 toont de nauwe correspondentie tussen Prichard en de Australische pianist David Helfgott.
- Een privéschool in Abbotsleigh aan de noordkust van Sydney, is naar haar vernoemd.
- In 1985 werd een inslagkrater op de planeet Venus naar haar vernoemd.

- Australian Dictionary of Biography: prichard-katharine-susannah-8112
- Australian Women's Register: AWE0814b
- Bibsys: 90062993
- Biblioteca Nacional de España: XX1718742
- Bibliothèque nationale de France: cb12202660s (data)
- CiNii: DA05663901
- Gemeinsame Normdatei: 118793330
- International Standard Name Identifier: 0000 0001 1702 3637
- Library of Congress Control Number: n50063039
- Nationale Bibliotheek van Letland: 000054949
- Nationale Bibliotheek van Tsjechië: ola2003169787
- Nationale bibliotheek van Australië: 35433416
- Nationale Bibliotheek van Israël: 987007278227705171
- Nederlandse Thesaurus van Auteursnamen: 072950161
- Réseau des bibliothèques de Suisse occidentale: 02-A003711790
- Istituto Centrale per il Catalogo Unico: UFIV068214
- SNAC: w6k46htq
- Système universitaire de documentation: 030653223
- Trove: 517823
- Virtual International Authority File: 122217347
- WorldCat: E39PBJj8JFVd6gTcQQRQPxTfv3